# Universitat de Nanquín
La Universitat de Nanquín (xinès: 南京大学, 南京大學, Nánjīng Dàxué, Nánkīng Tàhsüéh), NJU o NU, coneguda com Nanda (南大, Nándà) és una important universitat pública de recerca, la institució d'ensenyament superior més antic de Nanquín, Jiangsu, i membre de l'elit de la Lliga C9 d'universitats xineses. La NJU té dos campus principals: el de Xianlin, en el nord-est de Nanquín, i el de Gulou, en el centre de la ciutat.
Fundada en 1902 com a Escola Normal de Sanjiang, va sofrir diversos canvis de nom fins que va passar a dir-se Universitat de Nanquín en 1950. Es va fusionar amb la Universitat de Nanking en 1952.
A més de la seva pertinença a la Lliga C9, la Universitat de Nanquín ha estat designada institució de classe A en el pla d'Universitats de Doble Primera Classe, una iniciativa del govern per a conrear un grup d'elit d'universitats xineses en institucions de «classe mundial».
La universitat està sempre classificada com una de les millors universitats de recerca de la República Popular de la Xina, i una de les més selectives de l'estat. en el Rànquing de Xangai de 2021 estava classificada en el grup entre la 101 i la 150a del mon i apareix sistemàticament entre les 150 millors universitats internacionals segons l'Academic Ranking of World Universities, el QS World University Rankings, el Times Higher Education World University Rankings i l'U.S. News & World Report. Quant a la producció de recerca, el Nature Index 2017 situa a la Universitat de Nanquín en el segon lloc de la RP Xina, en el tercer d'Àsia-Pacífic i en el 12è del món.